# Mikoyan-Gourevitch MiG-23
 (décembre 2024).
Si vous disposez d'ouvrages ou d'articles de référence ou si vous connaissez des sites web de qualité traitant du thème abordé ici, merci de compléter l'article en donnant les références utiles à sa vérifiabilité et en les liant à la section « Notes et références ».
Le Mikoyan-Gourevitch MiG-23 (Микоян и Гуревич МиГ-23 en russe, code OTAN Flogger) est un avion de chasse soviétique à géométrie variable, capable d'opérer depuis des aérodromes petits et mal entretenus. Conçu par Mikoyan-Gourevitch, c'est le premier chasseur soviétique capable de repérer et d'engager des cibles volant plus bas que lui, et hors de portée visuelle. Une version spécialisée dans l'attaque au sol a également été réalisée. Le MiG-23 a été produit en quantité à partir de 1970, et la version export reste au début du XXIe siècle encore en service limité dans différents pays à travers le monde.

## Conception
Le MiG-23 répond à une demande de l'armée de l'air soviétique pour un avion de chasse plus performant que le MiG-21, capable d'opérer depuis des terrains sommaires afin de permettre de disperser les unités sur des aérodromes secondaires en cas de conflit. Pour répondre à ce besoin, deux projets sont examinés :
- un ADAC équipé de deux réacteurs de sustentation à l'arrière du poste de pilotage. Cette formule est d'abord testée sur un MiG-21PFM modifié (son fuselage étant allongé pour installer deux Kolesov RD-36-35 d'une puissance de 23 kN chacun) puis aboutit à un prototype désigné Avion 23-01 avec des entrées d'air déplacées sur le côté pour permettre l'installation d'un puissant radar dans le nez. Le premier vol a lieu le 3 avril 1967, mais le projet est rapidement abandonné en raison des nombreux problèmes et limitations posés par cette formule.

- un avion équipé d'ailes à géométrie variable dont le prototype est désigné Avion 23-11. Il dispose lui aussi d'entrées d'air latérales et fait son premier vol le 10 juin 1967, d'abord avec la flèche bloquée à 72 degrés. Un mois plus tard, l'angle des ailes commence à être modifié en vol et testé aux différentes valeurs possibles (16 degrés, 45 degrés, 72 degrés). L'avion 23-11 est suivi par six autres prototypes et deux avions d'essais statiques au sol.

### La première génération
L'ingénieur Ivan Mikoyan (en) est chargé en 1965 de la conception de cet avion.
Le premier des 60 MiG-23 de présérie sort d'usine en mai 1969, propulsé par un réacteur Toumanski R-27F-300 d'une puissance maximale de 78,5 kN. En cours de production, ce réacteur est remplacé par le R-27F2-300, capable de fournir 97,8 kN (soit 25 % de poussée supplémentaire). Le développement du radar RP-23 Sapfir-23 initialement prévu pour le MiG-23 ayant pris du retard, les MiG-23S reçoivent le RP-22SM du MiG-21MF/bis.
Ces premiers MiG-23 présentent cependant de nombreux défauts, concernant tant la fiabilité de l'avion proprement dit (en particulier au niveau des systèmes hydrauliques et du système d'attache des ailes) que ses caractéristiques de vol (mauvaise stabilité horizontale, sortie de vrille très délicate), avec, de plus, des performances en combat tournoyant inférieures à celles du MiG-21.
Une version améliorée apparaît en 1971 : elle dispose d'une première version du radar RP-23 Sapfir-23 (qui s'avéra peu fiable), d'un détecteur infrarouge couplé au système de tir, de nouveaux aérofreins, d'une dérive modifiée pour améliorer la stabilité et, surtout d'une nouvelle voilure avec une surface alaire augmentée de 20 % et les valeurs de flèches augmentées de 2,4 degrés dans toutes les positions. Malgré ces modifications, le nouveau MiG-23SM se révèle tout aussi problématique que le MiG-23S et reste considéré comme un avion de présérie, construit à seulement 100 exemplaires.

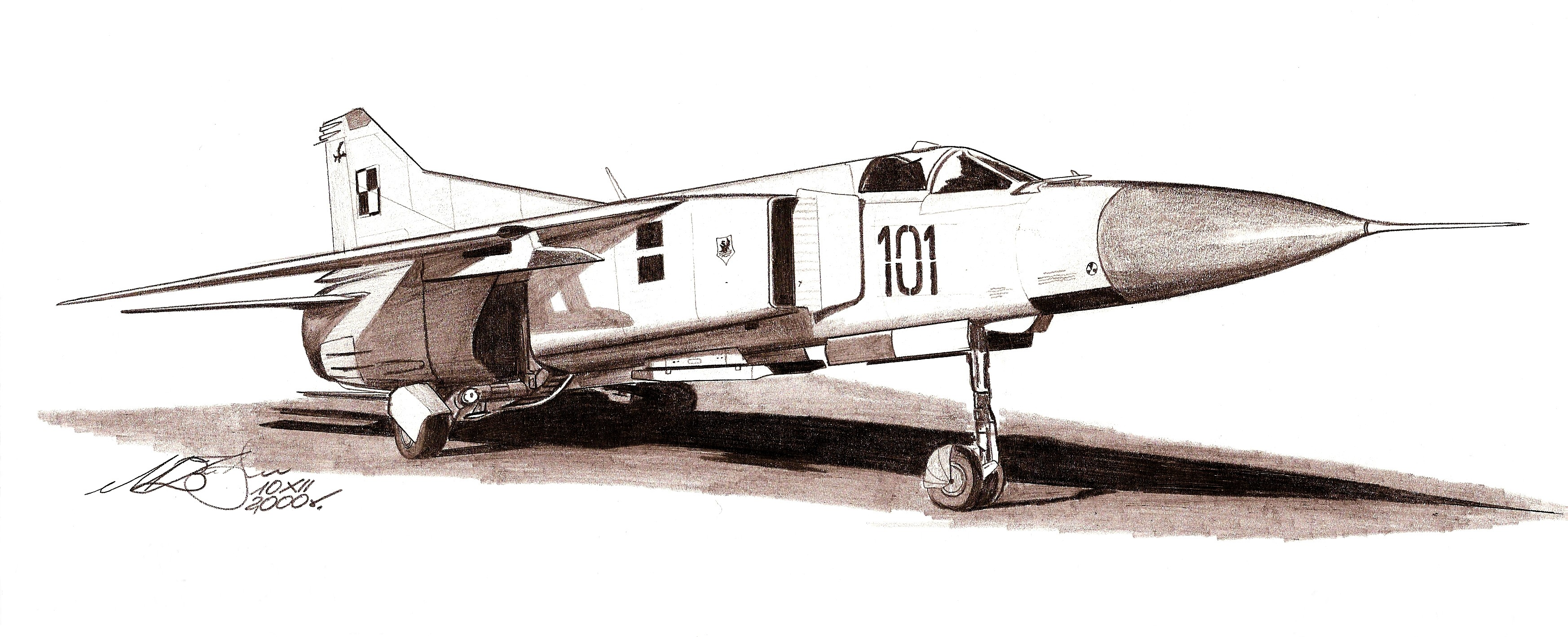
Dessin d'un MiG-23MF polonais

La première véritable version de production est le MiG-23M Flogger B, qui fait son premier vol en juin 1972. Il dispose d'un réacteur R-29-300 d'une puissance de 113,4 kN (soit 15 % de plus) et d'ailes à nouveau modifiées, la suppression des becs de bord d'attaque sur le MiG-23M s'avérant être une mauvaise idée. D'autres améliorations sont apportées, notamment concernant l'avionique et le siège éjectable. Enfin, en cours de production, le radar définitif Sapfir-23D-III devient enfin disponible : c'est le premier radar soviétique capable de repérer et d'engager des cibles volant plus bas (capacité Look Down, Shoot Down), et il permet de plus l'utilisation des missiles AA-7 Apex contre des cibles hors de portée visuelle.
Des versions destinées à l'export sont réalisées : le MiG-23MF avec une avionique légèrement dégradée pour les pays du Pacte de Varsovie et les alliés « fiables », puis le MiG-23MS (Flogger E) qui dispose seulement du vieux radar RP-22SM pour les autres pays. En tout, environ 1 300 exemplaires des MiG-23M, MF et MS sont construits.
Une version biplace destinée à l'entraînement est développée à partir du MiG-23S, le prototype (désigné MiG-23U) faisant son vol inaugural le 10 avril 1970. Elle conserve l'avionique des monoplaces ainsi que leur canon de 23 mm, ce qui la rend capable de missions de combat. La production commence en 1970 sous la désignation MiG-23UB (Flogger C). Dès 1971, les exemplaires qui sortent d'usine disposent de la voilure améliorée du MiG-23M. La production se poursuit jusqu'en 1985 et les ventes à l'export représentent environ le tiers des 770 biplaces construits.

### La seconde génération
Mikoyan-Gourevitch continue à travailler sur une version plus légère et plus fiable du Flogger : le 21 janvier 1975 a lieu le premier vol de la version MiG-23ML (Flogger G), avec un fuselage entièrement revu et une meilleure aérodynamique, et qui pèse 1 250 kg de moins. Elle dispose également d'un réacteur Toumanski R-35F-300 de 128 kN (soit 13 % de puissance supplémentaire) moins gourmand en carburant. Toute l'avionique a été améliorée, avec en particulier un radar Sapfir-23ML (plus léger, plus fiable et plus performant). En cours de production, le système d'attache des ailes est renforcé.
Cette version déjà grandement améliorée est suivie en 1977 du MiG-23MLA, avec un radar permettant de travailler sur plusieurs bandes de fréquence (pour limiter les interférences) et capable d'emporter de nouveaux missiles air-air plus performants. Comme pour le MiG-23M, des versions d'export avec une avionique plus ou moins dégradée furent réalisées. En tout, environ un millier de MiG-23ML et apparentés sont construits.

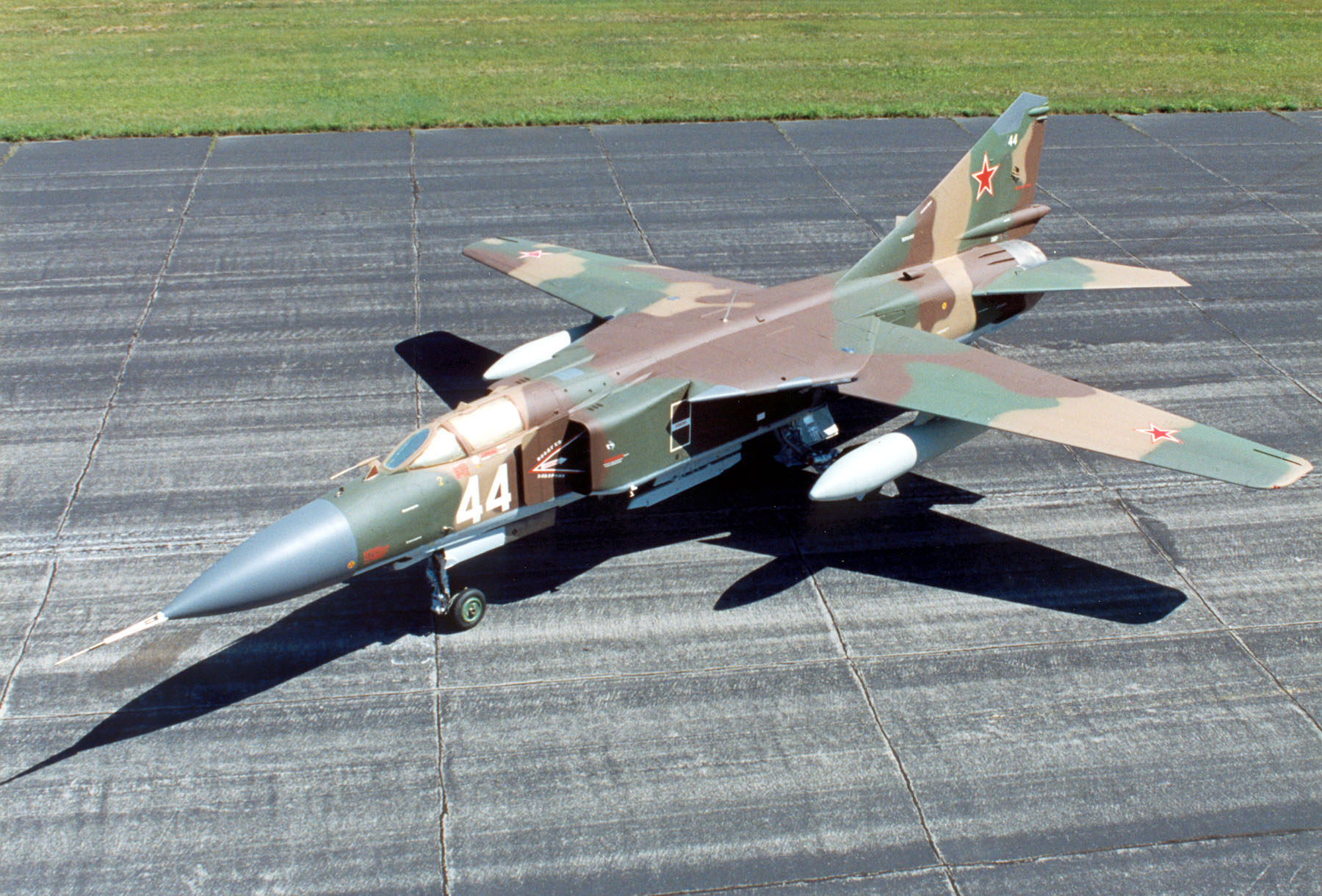
Un MiG-23MLD conservé au musée de l'US Air Force

Une version MiG-23P (« P » pour perekvatchik, soit intercepteur) est réalisée pour équiper les unités d'interception de l'armée de l'air soviétique, avec une avionique modifiée pour améliorer l'intégration aux systèmes de défense aérienne : un nouveau pilote automatique et une nouvelle liaison de données permettent de télécommander presque entièrement l'avion depuis une station au sol. Environ 500 exemplaires de cette version sont construits.
Un programme de remise à niveau des MiG-23ML/MLA est lancé en 1982 et aboutit au MiG-23MLD (Flogger K) comprenant :
- un radar Sapfir-23MLA-11 AKA de plus grande portée et d'autres améliorations
- un système de contrôle de vol empêchant de pousser l'avion hors de ses limites
- un système d'attache des ailes renforcé et permettant un positionnement à 33 degrés
- de nouveaux lance-leurres, des générateurs de tourbillon, et d'autres améliorations de l'avionique.

Environ 500 MiG-23 en service sont portés à ce nouveau standard, et 75 nouveaux exemplaires construits pour l'export.
Dans les années 1980, un certain nombre de MiG-23UB sont modifiés en MiG-23UM, avec une avionique remise à niveau pour être plus proche des monoplaces alors en service (c'est-à-dire les MiG-23ML/MLA/MLD).

### La version d'attaque (MiG-23BN)
Le développement d'une version spécialisée dans l'attaque au sol est envisagé très tôt : le quatrième prototype du MiG-23 est ainsi modifié sommairement pour ce rôle, mais les essais montrent que la formule n'est pas adaptée. Mikoyan-Gourevitch apporte alors d'autres modifications pour aboutir au MiG-23B (« B » pour bombardirovshtik, soit bombardier) dont le prototype fait son premier vol le 18 février 1971.

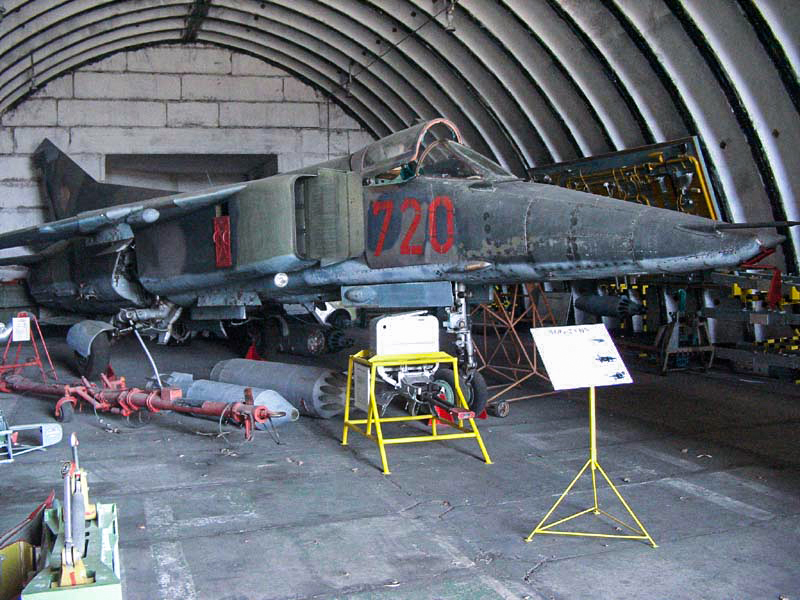
Un MiG-23BN utilisé par l'Allemagne de l'Est

Extérieurement, les MiG-23 d'attaque sont immédiatement reconnaissables à leur nez en « bec de canard » permettant d'améliorer la visibilité du pilote vers le bas et l'avant, et rendu possible par la suppression du radar air-air des versions de chasse. Les autres modifications incluent un réacteur Lyulka AL-21F-300 d'une puissance maximale de 110 kN. Le poste de pilotage et la partie ventrale sous le réacteur sont protégés par un épais blindage, tandis qu'un dispositif limitant les risques d'incendie est ajouté aux réservoirs de carburant (d'une capacité portée à 5 750 litres). L'avionique est également sérieusement revue avec entre autres l'installation d'un système de navigation et d'attaque, d'un système laser assurant la télémétrie et la détection d'illumination, d'un altimètre radar, d'un brouilleur d'émissions radars et d'un détecteur d'alerte radar. Enfin, la structure de l'avion est renforcée et la capacité d'emport de charge portée à 3 000 kg.
Après l'adoption de l'aile modifiée des MiG-23SM, une dizaine de MiG-23B (Flogger F) sont construits en 1972 en tant qu'avions de présérie. La première et unique version de série est le MiG-23BN (Flogger H) qui dispose d'un réacteur Toumanski R-29B-300 d'une puissance maximale de 122 kN ainsi que d'un système de navigation et d'attaque amélioré. La production atteint 624 avions dont la majorité sont exportés, là encore avec une avionique plus ou moins dégradée suivant le pays acheteur.
De nouvelles améliorations de la version d'attaque entraînent un changement de désignation et l'apparition du MiG-27.

## Variantes

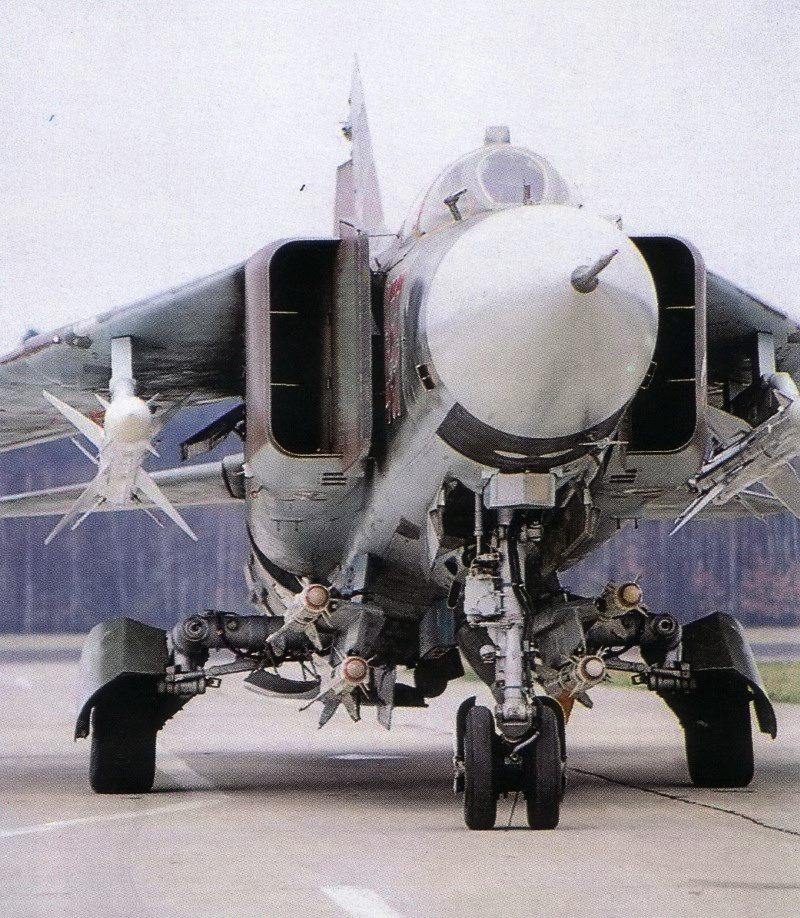
Vue de face d'un MiG-23.

- MiG-23S Flogger A : version de présérie avec radar RP-22SM (60 exemplaires)
- MiG-23PD : deuxième version d'origine développée pour un intercepteur ADAC, équipée de deux RD-36-35 et d'une voilure delta
- MiG-23SM : version améliorée avec radar Sapfir-23L et une nouvelle voilure (100 exemplaires)
- MiG-23M Flogger B : première version de production avec réacteur plus puissant, radar définitif Sapfir-23D-III, etc.
- MiG-23UB Flogger C : biplace d'entraînement (770 exemplaires).
- MiG-23MF : version d'export du MiG-23M avec avionique dégradée
- MiG-23MS Flogger E : version d'export du MiG-23M avec radar RP-22SM
- MiG-23B Flogger F : version de présérie pour l'attaque au sol (10 exemplaires)
- MiG-23ML Flogger G : version largement améliorée avec nouveau radar, nouveau réacteur, etc.
- MiG-23BN Flogger H : version de production pour l'attaque au sol (624 exemplaires)
- MiG-23MLA : nouveau radar pouvant opérer sur plusieurs bandes de fréquence
- MiG-23P : intercepteur pouvant être télécommandé depuis une station au sol (500 exemplaires)
- MiG-23MLD Flogger K : radar amélioré, nouvelle position des ailes et autres améliorations (75 nouveaux avions plus 500 MiG-23ML/MLA modifiés)
- MiG-23UM : biplace d'entraînement avec avionique remise à niveau

Production totale estimée à environ 4 400 exemplaires (hors MiG-27).

## Engagements
Le 19 avril 1974, un MiG-23 syrien piloté par Al Masri abat 2 F-4E israéliens, mais est ensuite abattu par un missile sol-air tiré par la défense aérienne syrienne à cause d'une erreur d'identification.
Durant la guerre égypto-libyenne en juillet 1977, la Libye engage des MiG-23 et, lors d'une escarmouche, deux MiG-23MS libyens engagent deux MiG-21MF égyptiens modifiés pour emporter des armements occidentaux. Les pilotes libyens font l'erreur d'essayer de manœuvrer les chasseurs égyptiens plus agiles, et un MiG-23MS libyen est abattu par le commandant Sel Mohammad, tandis que l'autre parvient à s'échapper grâce à sa vitesse supérieure.
En 1980, vingt jours après la tragédie d'Ustica, on découvre la carcasse d'un MiG-23 libyen en Calabre qui s'était écrasé le 25 juin, le pilote étant victime d'une hypoxie due à un masque à oxygène trop petit.
Le 26 avril 1982, deux MiG-23 syriens abattent deux A-4 SkyHawk israéliens alors qu'ils survolent le nord du Liban.
L'Irak engage ses MiG-23 lors de la guerre Iran-Irak, revendiquant plusieurs victoires sur les avions iraniens.
Lors de l'intervention militaire israélienne au Liban de 1982, de nombreux MiG-23 syriens sont abattus par les avions de chasse israéliens.
L'URSS engage le MiG-23 en missions de bombardement et d'escorte entre 1984 et 1989, lors de la guerre d'Afghanistan. Ils affrontent l'aviation pakistanaise en combat aérien et abat deux hélicoptères AH-1J SeaCobra iraniens le 26 septembre 1988.
Lors de l'incident du golfe de Syrte le 4 janvier 1989, deux MiG-23 sont abattus par deux F-14 de l'US Navy.
Le 4 juillet 1989, un MiG-23 soviétique s'écrase près de Courtrai en Belgique, tuant un homme de 19 ans.
Lors de la guerre du Golfe, le 26 janvier 1991, 3 MiG-23 irakiens sont abattus par 4 F15-Eagle en mode BVR avec des missiles AIM-7 Sparrow.
Le 19 mars 2011, un MiG-23 appartenant aux révolutionnaires libyens est abattu par erreur au-dessus de Benghazi lors de la révolte libyenne de 2011. Le 13 août 2012, un MiG-23 syrien est abattu par des rebelles de l'Armée syrienne libre lors de la guerre civile syrienne. Le 23 mars 2014, un autre MiG-23 syrien est abattu par un F-16 turc en raison d'une violation de leur espace aérien.
En décembre 2016, lors de la 3e bataille de Palmyre, un MiG-23 syrien s'écrase à Hayyan. Le régime syrien évoque « un incident technique », tandis que l'EI affirme avoir abattu l'appareil.
D'autres MiG-23 subissent l'épreuve du feu, notamment ceux utilisés par l'Angola, avec un contingent de pilotes cubains, lors de la guerre de la frontière sud-africaine.

## Pays utilisateurs

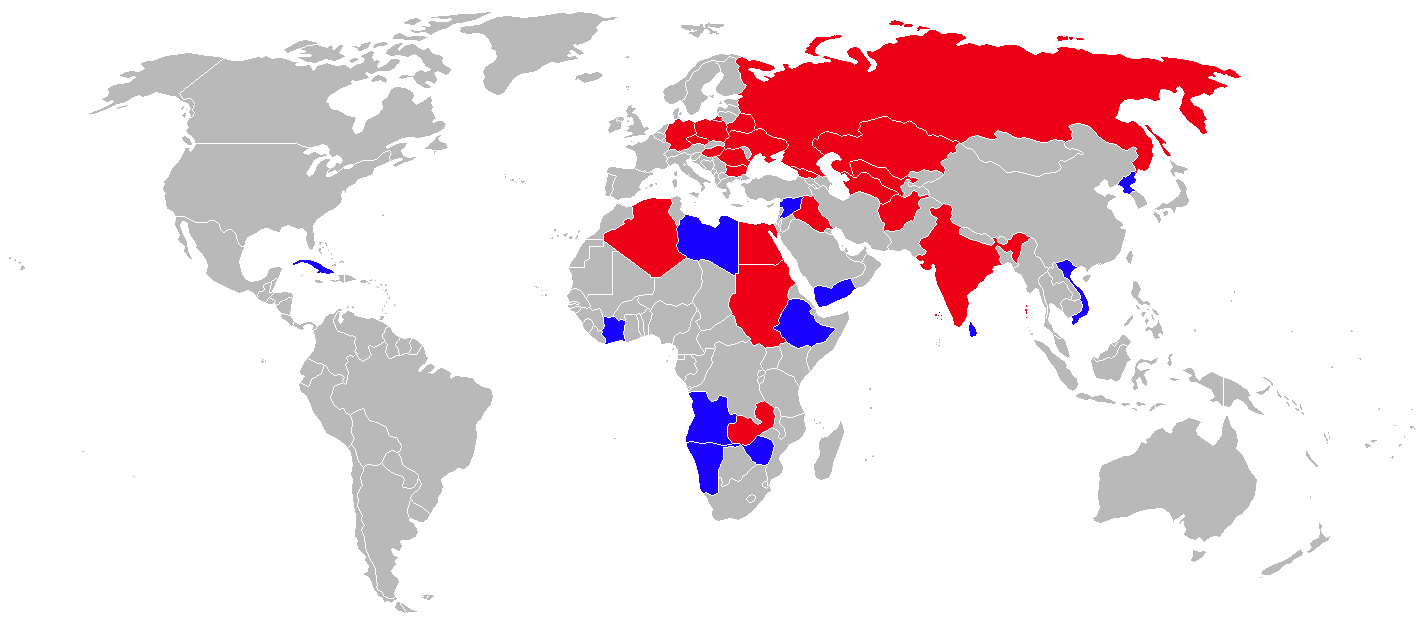
Pays utilisant (bleu) ou ayant utilisé (rouge) des MiG-23 en 2010.

Le MiG-23 connaît un grand succès à l'exportation et les livraisons dépassent les frontières des pays de l'ex-pacte de Varsovie.
Il est (ou a été) utilisé :
- Algérie
- Angola
- Allemagne de l'Est
- Biélorussie
- Bulgarie
- Corée du Nord
- Cuba
- Éthiopie
- Inde
- Irak
- Kazakhstan
- Libye
- Pologne
- Roumanie : 6 opérationnels sur 10 en 1996. Retirés en août 2000.
- Russie
- Soudan
- Syrie
- Tchécoslovaquie
- Ukraine
- Vietnam
- Yémen
- Zimbabwe

Quelques exemplaires ont été récupérés pour tests et entrainement par les États-Unis et mis en œuvre entre autres par le 4477th Test and Evaluation Squadron.

### Développement lié
- Mikoyan-Gourevitch MiG-27

### Aéronefs comparables
- Dassault Mirage F1
- Shenyang J-8
- F-111 Aardvark
- McDonnell Douglas F-4 Phantom II
- Northrop F-5

### Variantes
Mikoyan-Gourevitch MiG-27 Flogger